# Transaction Capabilities Application Part
TCAP (Transaction Capabilities Application Part) est un protocole binaire du réseau SS7 encapsulé par le protocole SCCP.
Il permet la transmission d'informations applicatives non-orientées appel entre différents Point Code du réseau de signalisation, notamment pour les réseaux intelligents (IN).
TCAP propose un service de communication connecté (ou non pour les messages TC_UNI) pour les protocoles de niveau supérieur. Cela implique une gestion de la connexion et des états de transaction (permanence du dialogue).
Dans un réseau IN, TCAP encapsule principalement des requêtes MAP, INAP ou OMAP destinées à la localisation, la mobilité, le pré-paiement et les SMS.
Le protocole TCAP se divise en deux couches distinctes encapsulées l'une dans l'autre:
- La partie transactionnelle qui gère les états du dialogue et de la connexion entre les deux points code communicants.
- La partie composants, encapsulée par la partie transactionnelle, qui gère le type d'information échangée.

## Standards
- Normes ITU (1988 - blue book - 1992 - white book - de Q.771 à Q.775)
- Normes ANSI (1990 - 1996 - 2000)